# Hamad Aman
Hamad Rashid Abdulkarim Aman (in arabo حمد راشد عبدالكريم أمان‎?; Al Kuwait, 6 dicembre 1989) è un calciatore kuwaitiano, centrocampista dell'Al-Qadisiya e della Nazionale kuwaitiana.

## Palmarès

### Club
- Kuwait Premier League: 1

Al-Qadisiya: 2011-2012
- Kuwait Emir Cup: 1

Al-Qadisiya: 2011-2012